# Vladimir Zubarev
Vladimir Jur'evič Zubarev (in russo Владимир Юрьевич Зубарев?; Volgograd, 5 gennaio 1993) è un ex calciatore russo, di ruolo centrocampista.

## Carriera

### Club
Nel 2016 si trasferisce all'Ufa con cui debutta in massima serie.